# Тепер я буду любити тебе
«Тепер я буду любити тебе» — українсько-грузинський романтичний комедійний фільм, знятий Романом Ширманом. В український широкий прокат стрічка вийшла 31 грудня 2015 року. Фільм розповідає про ресторатора Мішеля, котрий після того, як від нього пішла дружина напередодні Різдва, потрапляє в різноманітні пригоди.

## У ролях
- Богдан Бенюк — Мішель
- Ольга Сумська — Тетяна
- Кристина Кісельова — Оксана
- Арина Анпілогова — Ольга
- Тимур Полянський
- Георгій Масхарашвілі — Арам
- Роман Луцький
- Олена Козир
- Костянтин Войтенко

## Виробництво

### Знімання
Зйомки розпочалися 1 грудня 2014 року і проходили в Києві. Завершено роботу над фільмом було в серпні 2015 року.

### Постпродакшн
Постпродакшном займалася компанія «Кінотур» (Kinotur Digital Intermediate Lab), яка зробила, зокрема, монтаж, кольороустановлення, фіналізацію, субтитри, майстеринг, DCP майстеринг, вивід майстер-негатива..

### Касові збори
Стрічка вийшла в широкий український прокат 31 грудня 2015 року на 56 екранах. За перший вікенд прокату (31 грудня 2015 року — 3 січня 2016 року) фільм подивилися 8 296 глядачів, а касові збори склали 542 300 ₴, що на той час дозволило йому зайняти 9 місце серед усіх прем'єр. Стрічка протрималася три тижні в українському кінопрокаті, зібравши близько 800 тисяч гривень. Близько 12 тисяч глядачів переглянули стрічку.